# 鹽水天主聖神堂
23°11′28″N 120°09′20″E / 23.1910°N 120.1556°E
鹽水天主聖神堂是位於台灣台南市鹽水區的一座天主教教堂，其特色為使用中國宮廷式建築建造，且內部採用中式風格繪製聖經事蹟以及天主教聖人態像。為該堂第五任本堂神父李少峰督建。併鄰鹽水聖佳蘭隱修院。 

## 建築
該教堂采用中國宮廷式長方形建築，並稱之為「祭天殿」，其內部有紅色圓柱上題詩詞。上方拱頂上以天主教的「天主十誡」、「信望愛德」等主題作畫，皆採用中國的雙龍搶珠等紋飾作為各主題畫邊緣的裝飾。這些紋飾也有出現在梁上。
建築長方型其中一個短面為祭壇；後方圓拱壁龕上繪有中國風格的最後的晚餐圖像，畫中人物以華人面孔替代原先的西洋人物，並著上漢服；使用筷子吃包子饅頭，並用爵飲酒。
最後晚餐壁畫上方為三位一體圖，以三個身著漢服袍服的態像代表天主教的三位一體神祇。兩側則有許多身著漢服的人物，已表示天主教在中國的信眾也跟著登上天堂覲見天主。
長方形建築的另一短邊，也就是祭壇的對面亦有一較小的壁龕，內為表達記念該地信眾祖先的「教友祖先牌位」及香爐；壁龕之上有以《創世紀》一、二章為主題繪製的「開天闢地」壁畫。壁畫下方有幾個李少峰神父選出的幾位代表性的聖人。有新約提到的聖若瑟、四大聖史、聖保祿等人，還有幾名方濟會的重要聖人，或有名的傳教者等13位。
長方形建築兩側圓柱間採光窗下有十四處苦路圖，過道上方則有從中華諸聖中選出幾位中國本地的天主教殉道者的事蹟為主題繪製圖像組，值得注意的是左側最後一組圖上為孔子和老子，另一邊則有徐光啟與利瑪竇以及吳鳳，惟吳鳳事蹟被考證為虛構後則將該畫的標題改為向台灣原住民傳教的麥傑神父。 兩兩一組的畫像間各夾著一幅出自舊約的人物的站姿畫像，不過右起第一幅不是出自舊約，而是君士坦丁大帝之母聖海倫納的畫像。

## 簡史
1955年，德籍方濟會士胡國臨神父在鹽水建立一座臨時天主教教堂，爾後因信徒增加而有擴建，此為今日祭天殿前身。原先的教堂大部分結構為木材，因生白蟻而有蛀朽，1969年來自陝西省的第五任本堂神父李少峰接任後開始教堂及周邊建築的重建工作。
1970年在教堂旁興建信徒的活動大樓「鹽光館」，為三層建築，底層有辦公室和活動中心，最上層則是宿舍；1976年建造「中華聖母亭」，為一六角形小亭，內有中華聖母態像，以及用玫瑰經的「痛苦」、「榮福」、「歡喜」三個五端為主題的畫像。1986年史建今日的教堂主體「祭天殿」。

## 彌撒禮儀時間
以下時間以當地時間（臺灣時間）為準
- 主日彌撒：

週六 20:00 
 週日 08:00
- 平日彌撒：07:30